# Flussio
Flussio (en sard, Flùssio) és un municipi italià, dins de la província d'Oristany. L'any 2007 tenia 464 habitants. Es troba a la regió de Planargia. Limita amb els municipis de Magomadas, Modolo, Sagama, Scano di Montiferro, Sennariolo, Suni, Tinnura i Tresnuraghes.

## Administració
| Període | Identitat        | Partit        |
| ------- | ---------------- | ------------- |
| 2005-   | Alessandro Carta | Llista cívica |